# ناصر بن حمد الراشد
ناصر بن حمد بن ناصر الراشد (ولد في حريملاء سنة 1340 للهجرة ومات في الرياض في ثاني أيام عيد سنة 1422 للهجرة). الشيخ هو الرئيس الثاني للإدارة العامة لتعليم البنات، والرئيس الأول للرئاسة العامة لشؤون الحرم المكي والمسجد النبوي، والرئيس الرابع لديوان المظالم.

## حياته
ولد الراشد في مدينة حريملاء وتربى في بيت عمه سعد حتى أصبح في السادسة عشر من عمره لوفاة والديه وهو صغير. حفظ القرآن على يد الشيخ محمد بن حرقان ودرس على يد فيصل بن عبد العزيز المبارك قاضي الجوف حينما كان في حريملاء. انتقل في السابعة عشر من عمره مع ابن عمه الشيخ إبراهيم بن سليمان الراشد حينما أصبح قاضياً في الخرمة وتعلم على يده من سنة 1357 للهجرة وحتى سنة 1361 للهجرة، وبعد ذلك انتقل إلى مكة المكرمة ودرس على يد الشيخ محمد بن عبد العزيز بن مانع والشيخ عبد الله بن حسن آل الشيخ.
في 18 جمادى الأولى 1364 للهجرة أصبح قاضياً للمويه حتى 26 محرم 1367 للهجرة ليصبح بعدها رئيساً لهيئة الأمر بالمعروف والنهي عن المنكر. في سنة 1374 للهجرة انتقل إلى عسير حيث أصبح رئيساً لمحاكمها وظل هناك حتى رشحه المفتي العام محمد بن إبراهيم آل الشيخ ليخلف عبد العزيز بن ناصر الرشيد رئيساً للإدارة العامة لتعليم البنات وذلك في سنة 1380 للهجرة. في سنة 1390 للهجرة افتتح أول كلية للبنات، وظل في منصبه حتى سنة 1397 للهجرة والتي انتقل فيها ليصبح رئيس الإدارة العامة لشؤون الحرم المكي والمسجد النبوي.
في سنة 1400 للهجرة استقال من رئاسة الإدارة العامة لشؤون الحرم المكي والمسجد النبوي، وأصبح في سنة 1413 للهجرة رئيساً لديوان المظالم وظل بالمنصب رغم كبر سنه حتى اعتلت صحته ومرض فطلب إعفاءه فأعفي في 5 صفر 1421 للهجرة.

## وفاته
أصيب الشيخ بمرض السكر قبل وفاته بسبع سنوات، وأصيب بجلطة في الدماغ أثرت على تركيزه ثم أصيب بضمور في خلايا الدماغ. في رمضان عام 1422 للهجرة أدخل الشيخ للعناية المركزة في مستشفى الملك فيصل التخصصي، وزاره الملك عبد الله (ولي العهد آنذاك) في يوم العيد، وفي اليوم التالي نعاه الديوان الملكي وصلي عليه في يوم الثلاثاء 3 شوال 1422 للهجرة وأَمَّ المصلين الشيخ عبد العزيز بن عبد الله آل الشيخ وتقدمهم الأمير سطام بن عبد العزيز آل سعود نائب أمير منطقة الرياض.

## الإشارات
1. ↑  "حول الرئاسة العامة لشؤون المسجد الحرام والمسجد النبوي". مؤرشف من الأصل في 2016-11-28. اطلع عليه بتاريخ 2015-12-20.
2. ↑  "رؤساء ديوان المظالم". مؤرشف من الأصل في 2019-04-02. اطلع عليه بتاريخ 2015-12-20.

| سبقه عبد العزيز بن ناصر الرشيد | رئيس الإدارة العامة لتعليم البنات 1380 للهجرة ~ 1397 للهجرة                                            | تبعه راشد بن خنين                 |
| سبقه لا أحد                    | رئيس الإدارة العامة لشؤون المسجد الحرام والمسجد النبوي 13 ذو القعدة 1397 للهجرة ~ 18 شعبان 1400 للهجرة | تبعه سليمان بن عبيد آل سلمى       |
| سبقه محمد بن إبراهيم الجبير    | رئيس ديوان المظالم 19 ربيع الأول 1413 للهجرة ~ 4 صفر 1421 للهجرة                                       | تبعه منصور بن حمد بن منصور المالك |